# El patio
Безымянный первый студийный альбом испанской рок-группы Триана, широко известный как El patio (рус. Эль Патио, с исп. — «Задний двор») или Triana, по названию самой группы, был выпущен 14 апреля 1975 года. Сначала это был коммерческий провал, — но, по мере того, как группа стала популярной, продажи альбома увеличились.
Первый выпуск компакт-диска датируется 1988 годом, выпущен под лейблом Fonomusic; альбом также был выпущен в США компанией Warner Music в 2003 году.

## Список композиций
| №  | Название                 | Автор(ы)         | Длительность |
| -- | ------------------------ | ---------------- | ------------ |
| 1. | «Abre la puerta»         | Jesús de la Rosa | 9:49         |
| 2. | «Luminosa mañana»        | Jesús de la Rosa | 4:01         |
| 3. | «Recuerdos de una noche» | Jesús de la Rosa | 4:40         |

| №  | Название           | Автор(ы)                   | Длительность |
| -- | ------------------ | -------------------------- | ------------ |
| 4. | «Sé de un lugar»   | Jesús de la Rosa           | 7:11         |
| 5. | «Diálogo»          | Jesús de la Rosa           | 4:32         |
| 6. | «En el lago»       | Jesús de la Rosa           | 6:38         |
| 7. | «Todo es de color» | (M. Molina/J. J. Palacios) | 2:08         |

## Отзывы
El Patio — один из самых популярных испанских рок-альбомов всех времен, как для критиков, так и для публики.

### Обзоры альбомов
- 100 лучших испанских альбомов XX века по версии журнала Rockdelux(# 15)[2].
- «Los 250: Essential Albums of All Time Latin Alternative — Rock Iberoamericano» (№ 43).
- 50 лучших испанских рок-альбомов по версии Rolling Stone (# 23)[3].
- 100 лучших испанских поп-альбомов по версии Efe Eme (# 25)[4].

## Над альбомом работали
- Хесус де ла Роса Луке — вокал, клавишные.
- Джей Джей Паласиос «Теле» — барабаны, перкуссия.
- Эдуардо Родригес — гитара.

### Приглашённые участники
- Маноло Роза — бас.
- Антонио Гарсиа де Диего — электрогитара.
- Максимо Морено — оформление (artwork).